# Mohamed Ould Ghazouani
Mohamed Ould Cheikh Mohamed Ahmed Ould Ghazouani (arabiska: محمد ولد الشيخ محمد أحمد ولد الغزواني) född 4 december 1956 är en mauretansk politiker och nuvarande president i Mauretanien. Han tillträdde ämbetet som president den 1 augusti 2019.
I februari 2024 valdes han till Afrikanska unionens ordförande.